# Conus purus
Conus purus é uma espécie de gastrópode do gênero Conus, pertencente a família Conidae.